# إدوارد باس
إدوارد باس، واسمه عند الولادة إدوارد شميدت (1 يناير 1888 - 2 أكتوبر 1946)، كاتب تشيكي مُتعدد المواهب حيث تنوعت نشاطاته بين الكتابة والصحافة والغناء والتمثيل.
ولد في مدينة براغ بتاريخ 1 يناير 1888، وقد بدأ مسيرته المهنية عام 1910؛ حيث عمل مغنيًا وصحفيًا ومديرًا لملهًى ليلي ثم انضم محررًا لصحيفة ليدوف نوفيني [الإنجليزية] (بالتشيكية: Lidové noviny) في عام 1921، ولاحقًا تسلم منصب رئيس تحريرها في عام 1933.

## أعماله
من أبرز أعماله:
- رواية هزلية بعنوان (بالتشيكية: Klapzubova jedenáctka) (تُنقحر إلى كلابزوبوفا جديناتكا)، والتي نشرت عام 1922. تُعد واحدة من أبرز أعماله و تسرد قصة فريق كرة القدم الذي لا يُهزم والذي يتألف من 11 أخًا.
- رواية بعنوان (بالتشيكية: Cirkus Humberto) (تُنقحر إلى سيركوس همبرتو)، والتي نشرت عام 1941، حيث تصوّر قصة ملحمية عن أشخاص عاملين في السيرك.

## وفاته
توفي في مدينة براغ بتاريخ 2 أكتوبر 1946، وترك خلفه إرثًا ثقافيًا يتسم بالتنوع والإبداع.

## روابط خارجية
- إدوارد باس على موقع IMDb (الإنجليزية)
- إدوارد باس على موقع قاعدة بيانات الفيلم (الإنجليزية)
- إدوارد باس على موقع كينوبويسك (الروسية)